# Míchov (Věcov)
Míchov (německy Michau) je místní část obce Věcov v okrese Žďár nad Sázavou. Žije zde přibližně 132 obyvatel. Průměrný věk je 39 let (stav k 1. 1. 2005). Míchov leží v nadmořské výšce přibližně 668 m.

## Název
Tvar Míchov (a v záznamech též používaného Michov) je hlásková úprava staršího (písemně doloženého) Mnichov, které vyjadřovalo původní přináležitost vsi ke klášteru v Doubravníku.

## Historie
První písemná zpráva o vsi je z roku 1363.

## Pamětihodnosti
- Venkovský dům čp. 22